# Вапничка крейдяна
Вапничка крейдяна (Cololejeunea calcarea) — вид печіночників порядку бококолосальних (Porellales).

## Поширення
Батьківщиною є Європа.
Росте на свіжих до вологих або тимчасово вологих тінистих вапнякових скелях, рідше на вапняно-силікатних породах, а також епібриально на інших мохах.

## Характеристика
Утворює дуже ніжні жовто-зелені нальоти на вапнякових породах. Рослини мають довжину кілька міліметрів і мають неправильні гілки. Ширина гілок близько 0,3 міліметра. Листки дволопатеві, верхня яйцеподібна і загострена, нижня, вдвічі менша, також яйцеподібна, але вгорі поперечно обрізана й має одно- або двоклітинний зубець. Клітини пластинки верхньої частки мають конусоподібні виступаючі клітинні стінки, клітини нижньої частки гладенькі. Підлистки відсутні. Розподіл за статтю автодомний. Чоловічі та жіночі гаметангії розташовані на кінці довгих гілок. Спорогони більш-менш рідкісні. Часто присутні дископодібні виводкові тіла.